# ژوئل اگلوف
ژوئل اگلوف (به فرانسوی: Joël Egloff) رمان‌نویس و فیلم‌نامه‌نویس قرن بیستم میلادی اهل فرانسه است.

## زندگی‌نامه
ژوئل پس از فارغ‌التحصیلی خود، در رشتهٔ تاریخ در استراسبورگ شروع به تحصیل کرد. سپس در مدرسهٔ سینما، ESEC در پاریس ثبت‌نام کرد. او سناریو نوشت و به عنوان دستیار کارگردان کار کرد. او اکنون وقتش را به نوشتن اختصاص داده است و نویسندهٔ پنج رمان است.